# Actionspiel
Actionspiel ist eine Sammelbezeichnung für alle Computerspielgenres, in denen die Spielmechanik überwiegend die Geschicklichkeit und Reaktionsschnelligkeit des Spielers fordert. Dies geht in der Regel mit einer starken Betonung des Echtzeit-Aspekts einher.
In den meisten Actionspielen lenkt der Spieler eine einzelne Spielfigur oder ein Fahrzeug. Durch den Einsatz von Trefferpunkten wird die Spielfigur sterblich, bzw. das Fahrzeug zerstörbar, so dass das unversehrte Überstehen des Spielablaufs zu den grundlegenden Anforderungen zählt. In vielen Actionspielen kann der Spieler dabei durch den Einsatz von Schusswaffen (Ego-Shooter, Third-Person-Shooter, Shoot ’em up) oder durch Kampfsportattacken (Beat ’em up) angreifende Gegner besiegen. Andere Actionspiele, wie Jump ’n’ Runs, machen das Überwinden von Hindernissen durch akrobatische Sprünge zum Hauptbestandteil des Spielablaufs.

## Actionspiel-Genres
Die wichtigsten Computerspielgenres unter der Sammelbezeichnung Actionspiel sind:
- Action-Adventure
  - Survival Horror
  - Stealth-Action
  - Survival-Spiel
- Action-Rollenspiel (Genremix; siehe Rollenspiel)
- Hack and Slay (teils entstanden aus dem Rollenspiel-Genre)
- Beat ’em up (Brawler)
- Fighting Game
- Ego-Shooter (First-Person Shooter)
  - Taktik-Shooter
- Jump ’n’ Run (Plattformer)
- Shoot ’em up
  - Rail Shooter
  - Lightgun-Shooter
  - Bullet Hell (Danmaku)
- Third-Person-Shooter